# 앨릭스 제닝스
앨릭스 제닝스(영어: Alex Jennings, 1957년 5월 10일 ~ )는 잉글랜드의 배우이다. 왕립 셰익스피어 극단 출신으로 올리비에상을 세 번 수상하였다. 《브리짓 존스의 일기: 열정과 애정》(2004), 《바벨》(2006) 등에 출연했으며, 《더 퀸》(2006)에서 찰스 왕세자 역을, 드라마 《더 크라운》에서 에드워드 8세 역을 연기했다.

## 출연작 목록

### 영화
| 연도 | 제목                            | 원제                              | 배역        | 비고 |
| ---- | ------------------------------- | --------------------------------- | ----------- | ---- |
| 2004 | 브리짓 존스의 일기: 열정과 애정 | Bridget Jones: The Edge of Reason | 호레이쇼    |      |
| 2006 | 바벨                            | Babel                             | 켄 클리퍼드 |      |
| 2006 | 더 퀸                           | The Queen                         | 찰스 왕세자 |      |
| 2013 | 신데렐라                        | Trap for Cinderella               | 찬스        |      |
| 2013 | 벨                              | Belle                             | 애슈퍼드 경 |      |
| 2015 | 더 레이디 인 더 밴              | The Lady in the Van               | 앨런 베넷   |      |

### 텔레비전 드라마
- 크랜퍼드
- 화이트채플
- 실크
- 빅토리아
- 더 크라운